# Larbi El-Harti
El Arbi El Harti (Arcila, 10 de enero de 1960) es escritor, poeta, dramaturgo y catedrático de literatura española e hispanoamericana en la Universidad Mohamed V de Rabat. En 2011 inició una intensa colaboración con la coreógrafa española María Pagés. Desde 2019 dirige el Centro Coreográfico María Pagés de Fuenlabrada.

## Trayectoria
Hijo de inmigrantes del sur de Marruecos, se trasladó muy joven a la ciudad de Tánger donde estudió en el Instituto español hasta graduarse. Sus orígenes poliédricos, la dialéctica existencial que le aportan Arcila, su ciudad natal, Tánger y Rabat, sus ciudades de formación universitaria y política y la cultura española alimentan su sensibilidad fronteriza, haciendo de él un extranjero profesional. Tiene dos hijos Habib, estudiante de periodismo en Niza y Hasna El Harti que está actualmente acabando su carrera en la Universidad Carlos III de Madrid nacidos en 1997 y 1998 respectivamente.
Desarrolla su formación universitaria en la Universidad Mohamed V donde se gradúa, se doctora y obtiene su cátedra. Como responsable en la Universidad Mohamed V, genera además una rica línea de investigación organizando congresos, seminarios y conferencias.
En los años 90, inicia un intenso activismo cultural que le lleva a crear y dirigir varios espacios de encuentro creativos tales como festivales interculturales y ONGs con el objetivo de que la cultura sirva de instrumento de conocimiento, democracia, desarrollo y de cohesión social… Nacen así el Festival Alegría de Chauen, Festival Jawhara y el Festival de las Dos Orillas, entre otros.  Ha sido Director del Instituto Internacional del Mediterráneo para Marruecos y el Mundo Árabe, además de dirigir el departamento de cultura del Instituto Cervantes de Casablanca. En 2014, funda y dirige el Centro para la Acción Intercultural Universitaria Ciudadana (CAPAIUC). Es considerado como uno de los activistas culturales especializado en el diálogo intercultural más dinámico del país. 
Como autor, publica entre otros, Después de Tánger que obtiene el Premio Sial de Narrativa en el 2003, Une ambition marocaine (2009), Utopía del buen lugar traducido al japonés y al francés. 
Ha sido cronista de Le360 y ha colaborado con Avuí, Infolibre, Primer Acto, Le Matin, Aujourd’hui Le Maroc y Libération. 
Como miembro de la Unión de escritores de Marruecos, fomenta el acercamiento de los creadores marroquíes, españoles y latinoamericanos. Ha dirigido y co-traducido la colección Literatura y pensamiento españoles contemporáneos, entre los cuales cabe destacar Álvaro Cunqueiro, Juan Goytisolo, José María Ridao, Carlos Marzal, Francisco Brines, Ángel González, David Castillo o Eugenio Trías. 
A partir del 2011, se adentra en el mundo de las artes escénicas especialmente la coreografía flamenca a la cual consagra una tesis doctoral bajo el título El flamenco: patrimonio en movimiento.  Cocrea con María Pagés Utopía (2011), Casi divina, leve (2012), Alegría de los niños (2013), Siete golpes y un camino (2014), Yo, Carmen (2014), Óyeme con los ojos (2015), No dejes que termine el día (2015), Visages (2016), Una oda al tiempo (2018), Fronteras (2019).

## Obras

##### Ensayo
- "Dunas", Tokyo (2018)
- "Utopía del buen lugar", Madrid (2014)
- "Utopía", Madrid, (2013) - En francés
- "ユートピア", Tokyo,  (2013)
- "Une ambition marocaine" (2009)

##### Creación
- Utopía del desierto, (2014)
- Letras Marruecas. Antología de Escritores marroquíes en castellano, (2012)
- Inmenso estrecho', Antología.(2005)
- La puerta de los vientos', (2004)
- Después de Tánger,(2003)
- Literatura marroquí en lengua española, (1988)

##### Traducción
- Juan Goytisolo:  Al-Hudud Al-Zuyayia,(2007)
- José María Ridao: Lughatu attawra wa maqalat ukhra, (2007)
- Álvaro Cunqueiro: Âaudatu asindibad al-ajuz ila al-juzur, (2006)
- José Ramón Trujillo: Almamlakah, (2004)
- Basilio Rodríguez Cañada: Allahab alazrak, (2003)
- David Castillo: Fi ardi la ahad,  (2003)
- Carlos Marzal: Fauka aksa sajra,  (2002)
- Antología Achiir alisbani almuasir, (2002)
- Antología Achiir Al-maghribi-al-isbani almoassir,  (2002)

## Activismo cultural
- Visages (enlace roto disponible en Internet Archive; véase el historial, la primera versión y la última).
- Foro Internacional Mujeres en Acción (Marrakech, Chauen, Rabat, Casablanca 2010-2013)
- Festival Alegría (Chefchauen, 2008-2010),
- Residencia de jóvenes artistas de las Dos Orillas (Rabat, Casablanca, 2008-2012),
- La llegada del Otro al imaginario de la infancia (Casablanca, Tetuán, Rabat, Madrid, Extremadura 2008-2012)
- Residencia mediterránea Aladino para niños discapacitados (Rabat, Casablanca, Madrid 2008),
- Festival Internacional Paraísos de Luna (Casablanca, Rabat 2008-2013),
- Festival de las Dos Orillas (Madrid, Toledo, Casablanca, Rabat 2007-2012),
- Festival International Arts et Cultures (Casablanca, 2006),
- Encuentro jóvenes, cultura y periferia (El Jadida, Azemmour, 2011-2013)
- Jóvenes, universidad y compromiso cívico (Rabat, 2012)
- Cycle de Cinéma marocain et droits de l’homme (Bogotá, 2015)
- Cycle de Cinéma marocain et droits de l’homme (Medellín, 2015)
- Cycle de Cinéma marocain et droits de l’homme (Barcelona, 2015)
- Cycle de Cinéma marocain et droits de l’homme (Madrid, 2014)
- I Encuentro Jóvenes, Universidad y Compromiso cívico (Rabat, 2012)
- Festival Jawhara (El Jadida, 2011)
- Foro Ibn Arabi (Madrid, Casablanca, Sarajevo, Atenas, 2007-2010)
- Programa Mutamid (2008-2013)
- Universidad Ciudadana (2010-2013)